# P.S. I Love You (novela)

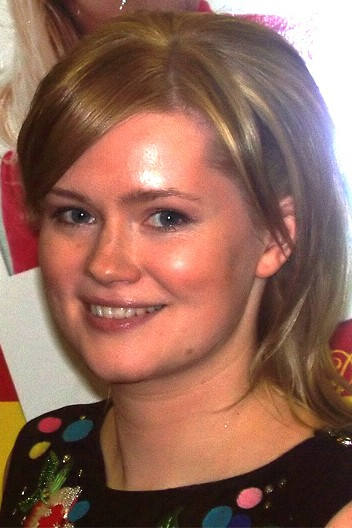
Cecilia Ahern en Moscú, Rusia

P.S. I Love You es una novela escrita por la escritora irlandesa Cecelia Ahern y publicada en 2004.
De pronto, Gerry contrae una enfermedad fatal y fallece. Esto resulta inesperado para la pobre Holly. Tres meses después de su muerte, Holly sale de su casa para recoger un misterioso paquete que ha recibido su madre para ella. Cuando lo abre se encuentra con que Gerry ha cumplido su palabra. Le ha dejado "La Lista", una serie de cartas con instrucciones para cada mes. Todas van firmadas con "PD: Te amo".
Rodeada de amigas de lengua afilada y con una familia que la ama y la sobreprotege hasta volverla loca, Holly Kennedy es una heroína de nuestro tiempo: titubea, trastabilla, llora y bromea mientras se abre camino hacia la independencia, hacia una nueva vida de aventura, satisfacción profesional, amor y amistad.

## Sinopsis
Ambientada en Irlanda, Holly Kennedy es una joven que estaba profundamente enamorada de su marido Gerry, un chico con quien pensaba pasar el resto de su vida, pero el destino se lo arrebata, llevándose a Gerry con tan sólo 30 años y dejando a Holly totalmente destrozada. 
Pero él ha decidido que Holly no va estar sola, y le deja una serie de cartas escritas por él en sus últimos meses de vida, y que irán ayudando a Holly a superarlo todo y a no sentirse sola. Así ella también ira descubriendo cosas sobre ella misma, su familia y amigos.

## Adaptación cinematográfica
La adaptación cinematográfica, P. S. I Love You, de este libro se estrenó en Estados Unidos el 21 de diciembre de 2007 y está protagonizada por Hilary Swank en el papel de Holly Kennedy y Gerard Butler en el papel de Gerry. También participan en la película actores como Lisa Kudrow (conocida mundialmente por su papel de Phoebe en Friends) o Kathy Bates (Tomates verdes fritos), entre otros.